# Saint-Germain-du-Seudre
Saint-Germain-du-Seudre è un comune francese di 362 abitanti situato nel dipartimento della Charente Marittima nella regione della Nuova Aquitania.
Come si evince dal nome, il territorio comunale è bagnato dal fiume Seudre.

## Società

### Evoluzione demografica
Abitanti censiti